# 科讷扎克
科讷扎克（法語：Connezac，法語發音：[kɔnzak]）是法国多尔多涅省的一个市镇，位于该省北部，属于农特龙区。

## 地理
科讷扎克（45°30'45"N, 0°31'45"E）面积5.78 平方千米，位于法国新阿基坦大区多爾多涅省，该省份为法国西南部内陆省份，是法國本土面积第三大的省，大致对应佩里戈尔地区，北起顺时针与夏朗德省、上维埃纳省、科雷兹省、洛特省、洛特-加龙省、吉倫特省和滨海夏朗德省接壤。
与科讷扎克接壤的市镇（或旧市镇、城区）包括：吕萨和农特罗诺、佩里戈尔地区马勒伊、欧特费、吕多-拉多斯。

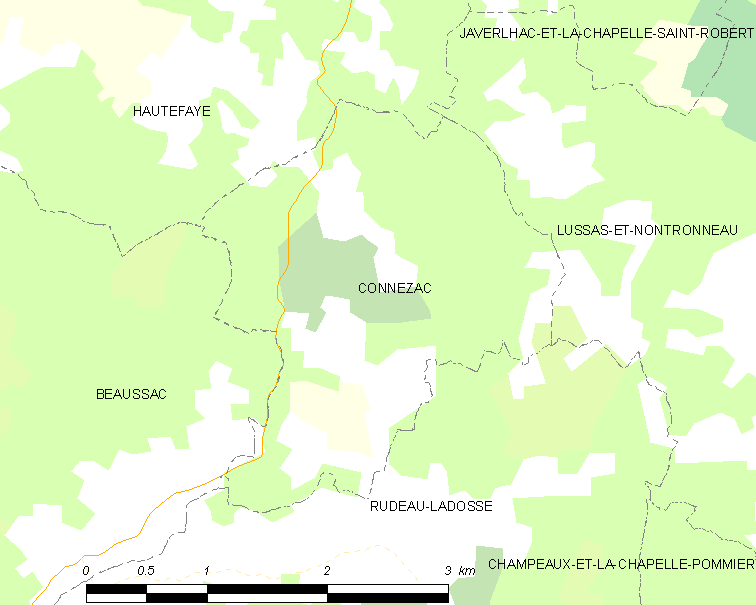
科讷扎克的OSM定位图

科讷扎克的时区为UTC+01:00、UTC+02:00（夏令时）。

## 行政
科讷扎克的邮政编码为24300，INSEE市镇编码为24131。

## 政治
科讷扎克所属的省级选区为农特龙绿色佩里戈尔县。

## 人口

1962-2008年间科讷扎克人口变化图示

科讷扎克于2022年1月1日时的人口数量为76人。